# Großer Preis von Italien 1990
Der Große Preis von Italien 1990 (offiziell Coca-Cola 61º Gran Premio d'Italia) fand am 9. September auf dem Autodromo Nazionale di Monza in Monza statt und war das zwölfte Rennen der Formel-1-Weltmeisterschaft 1990.

## Berichte

### Hintergrund
Das Teilnehmerfeld war im Vergleich zum Großen Preis von Belgien zwei Wochen zuvor unverändert.
Mit Nelson Piquet (viermal), Alain Prost (dreimal) und Gerhard Berger (einmal) traten drei ehemalige Sieger zu diesem Grand Prix an. Piquet gewann dabei den Grand Prix einmal, als dieser auf dem Autodromo Enzo e Dino Ferrari in Imola ausgetragen wurde. 

### Training
Ayrton Senna qualifizierte sich vor seinem Titelrivalen Prost sowie seinem Teamkollegen Berger für die Pole-Position. Es folgte Prosts Teamkollege Nigel Mansell vor Jean Alesi und den beiden Williams-Piloten Thierry Boutsen und Riccardo Patrese sowie den beiden Benetton-Teamkollegen Alessandro Nannini und Piquet.

### Rennen
Während Senna vor Berger in Führung ging, überholte Alesi den Ferrari von Mansell bereits vor der ersten Schikane und schloss in der Curva Grande zu dessen Teamkollegen Prost auf, den er schließlich in der Anbremszone der zweiten Schikane nach mehrfachem Spurwechsel überholte.
Infolge eines Überschlags von Derek Warwick in der Parabolica wurde das Rennen am Ende der ersten Runde abgebrochen. Warwick entkam unverletzt und konnte in einem Ersatzwagen am Neustart teilnehmen.
Nachdem das Rennen erneut gestartet worden war, stellte sich während der ersten Runde dieselbe Reihenfolge her, wie nach dem ersten Start, da Alesi die gleichen Manöver gegen dieselben Kontrahenten an identischen Stellen erneut gelangen. In der fünften Runde drehte er sich jedoch ins Aus. Senna und Berger hatten sich zu diesem Zeitpunkt bereits deutlich vom Rest des Feldes abgesetzt. Bis zur 21. Runde konnte jedoch Prost auf Berger aufschließen, da dieser aufgrund von Bremsproblemen langsamer wurde. Nachdem er ihn überholt hatte, kam es auf den ersten vier Plätzen zu keinen weiteren Positionswechseln.
Senna siegte somit vor Prost, Berger und Mansell. Patrese und Satoru Nakajima belegten die Plätze fünf und sechs, nachdem Boutsen aufgrund eines Aufhängungsschadens hatte aufgeben müssen und beide Benetton-Piloten infolge missglückter Boxenstopps zurückgefallen waren.

## Meldeliste
| Team                        | Nr. | Fahrer             | Chassis            | Motor                     | Reifen |
| --------------------------- | --- | ------------------ | ------------------ | ------------------------- | ------ |
| Scuderia Ferrari SpA        | 01  | Alain Prost        | Ferrari 641        | Ferrari 036 3.5 V12       | G      |
| Scuderia Ferrari SpA        | 02  | Nigel Mansell      | Ferrari 641        | Ferrari 036 3.5 V12       | G      |
| Tyrrell Racing Organisation | 03  | Satoru Nakajima    | Tyrrell 019        | Ford Cosworth DFR 3.5 V8  | P      |
| Tyrrell Racing Organisation | 04  | Jean Alesi         | Tyrrell 019        | Ford Cosworth DFR 3.5 V8  | P      |
| Canon Williams Team         | 05  | Thierry Boutsen    | Williams FW13B     | Renault RS2 3.5 V10       | G      |
| Canon Williams Team         | 06  | Riccardo Patrese   | Williams FW13B     | Renault RS2 3.5 V10       | G      |
| Motor Racing Developments   | 07  | David Brabham      | Brabham BT59       | Judd EV 3.5 V8            | P      |
| Motor Racing Developments   | 08  | Stefano Modena     | Brabham BT59       | Judd EV 3.5 V8            | P      |
| Footwork Arrows Racing      | 09  | Michele Alboreto   | Arrows A11B        | Ford Cosworth DFR 3.5 V8  | G      |
| Footwork Arrows Racing      | 10  | Alex Caffi         | Arrows A11B        | Ford Cosworth DFR 3.5 V8  | G      |
| Camel Team Lotus            | 11  | Derek Warwick      | Lotus 102          | Lamborghini 3512 3.5 V12  | G      |
| Camel Team Lotus            | 12  | Martin Donnelly    | Lotus 102          | Lamborghini 3512 3.5 V12  | G      |
| Fondmetal Osella            | 14  | Olivier Grouillard | Osella FA1ME       | Ford Cosworth DFR 3.5 V8  | P      |
| Leyton House Racing         | 15  | Maurício Gugelmin  | Leyton House CG901 | Judd EV 3.5 V8            | G      |
| Leyton House Racing         | 16  | Ivan Capelli       | Leyton House CG901 | Judd EV 3.5 V8            | G      |
| AGS Racing                  | 17  | Gabriele Tarquini  | AGS JH25           | Ford Cosworth DFR 3.5 V8  | G      |
| AGS Racing                  | 18  | Yannick Dalmas     | AGS JH25           | Ford Cosworth DFR 3.5 V8  | G      |
| Benetton Formula Ltd        | 19  | Alessandro Nannini | Benetton B190      | Ford Cosworth HBA4 3.5 V8 | G      |
| Benetton Formula Ltd        | 20  | Nelson Piquet      | Benetton B190      | Ford Cosworth HBA4 3.5 V8 | G      |
| BMS Scuderia Italia         | 21  | Emanuele Pirro     | Dallara 190        | Ford Cosworth DFR 3.5 V8  | P      |
| BMS Scuderia Italia         | 22  | Andrea de Cesaris  | Dallara 190        | Ford Cosworth DFR 3.5 V8  | P      |
| SCM Minardi Team            | 23  | Pierluigi Martini  | Minardi M190       | Ford Cosworth DFR 3.5 V8  | P      |
| SCM Minardi Team            | 24  | Paolo Barilla      | Minardi M190       | Ford Cosworth DFR 3.5 V8  | P      |
| Ligier Gitanes              | 25  | Nicola Larini      | Ligier JS33B       | Ford Cosworth DFR 3.5 V8  | G      |
| Ligier Gitanes              | 26  | Philippe Alliot    | Ligier JS33B       | Ford Cosworth DFR 3.5 V8  | G      |
| Honda Marlboro McLaren      | 27  | Ayrton Senna       | McLaren MP4/5B     | Honda RA100E 3.5 V10      | G      |
| Honda Marlboro McLaren      | 28  | Gerhard Berger     | McLaren MP4/5B     | Honda RA100E 3.5 V10      | G      |
| Espo Larrousse F1           | 29  | Éric Bernard       | Lola LC90          | Lamborghini 3512 3.5 V12  | G      |
| Espo Larrousse F1           | 30  | Aguri Suzuki       | Lola LC90          | Lamborghini 3512 3.5 V12  | G      |
| Coloni Racing               | 31  | Bertrand Gachot    | Coloni C3B         | Ford Cosworth DFR 3.5 V8  | P      |
| EuroBrun Racing             | 33  | Roberto Moreno     | EuroBrun ER189B    | Judd CV 3.5 V8            | P      |
| EuroBrun Racing             | 34  | Claudio Langes     | EuroBrun ER189B    | Judd CV 3.5 V8            | P      |
| Life Racing Engines         | 39  | Bruno Giacomelli   | Life L190          | Life F35 3.5 W12          | G      |

## Klassifikationen

### Qualifying
| Pos. | Fahrer             | Konstrukteur      | Vorqualifikation | Vorqualifikation  | 1. Qualifikationstraining | 1. Qualifikationstraining | 2. Qualifikationstraining | 2. Qualifikationstraining | Start |
| Pos. | Fahrer             | Konstrukteur      | Zeit             | Ø-Geschwindigkeit | Zeit                      | Ø-Geschwindigkeit         | Zeit                      | Ø-Geschwindigkeit         | Start |
| ---- | ------------------ | ----------------- | ---------------- | ----------------- | ------------------------- | ------------------------- | ------------------------- | ------------------------- | ----- |
| 01   | Ayrton Senna       | McLaren-Honda     | –                | –                 | 1:22,972                  | 251,651 km/h              | 1:22,533                  | 252,990 km/h              | 01    |
| 02   | Alain Prost        | Ferrari           | –                | –                 | 1:23,497                  | 250,069 km/h              | 1:22,935                  | 251,763 km/h              | 02    |
| 03   | Gerhard Berger     | McLaren-Honda     | –                | –                 | 1:23,239                  | 250,844 km/h              | 1:22,936                  | 251,760 km/h              | 03    |
| 04   | Nigel Mansell      | Ferrari           | –                | –                 | 1:23,141                  | 251,140 km/h              | 1:23,720                  | 249,403 km/h              | 04    |
| 05   | Jean Alesi         | Tyrrell-Ford      | –                | –                 | 1:24,159                  | 248,102 km/h              | 1:23,526                  | 249,982 km/h              | 05    |
| 06   | Thierry Boutsen    | Williams-Renault  | –                | –                 | 1:24,042                  | 248,447 km/h              | 1:23,984                  | 248,619 km/h              | 06    |
| 07   | Riccardo Patrese   | Williams-Renault  | –                | –                 | 1:24,253                  | 247,825 km/h              | 1:24,555                  | 246,940 km/h              | 07    |
| 08   | Alessandro Nannini | Benetton-Ford     | –                | –                 | 1:25,567                  | 244,019 km/h              | 1:24,583                  | 246,858 km/h              | 08    |
| 09   | Nelson Piquet      | Benetton-Ford     | –                | –                 | 1:24,699                  | 246,520 km/h              | 1:24,987                  | 245,685 km/h              | 09    |
| 10   | Maurício Gugelmin  | Leyton House-Judd | –                | –                 | 1:26,170                  | 242,312 km/h              | 1:25,556                  | 244,051 km/h              | 10    |
| 11   | Martin Donnelly    | Lotus-Lamborghini | –                | –                 | 1:26,110                  | 242,481 km/h              | 1:25,629                  | 243,843 km/h              | 11    |
| 12   | Derek Warwick      | Lotus-Lamborghini | –                | –                 | 1:25,728                  | 243,561 km/h              | 1:25,677                  | 243,706 km/h              | 12    |
| 13   | Éric Bernard       | Lola-Lamborghini  | –                | –                 | 1:25,927                  | 242,997 km/h              | 1:26,154                  | 242,357 km/h              | 13    |
| 14   | Satoru Nakajima    | Tyrrell-Ford      | –                | –                 | 1:26,449                  | 241,530 km/h              | 1:26,081                  | 242,562 km/h              | 14    |
| 15   | Pierluigi Martini  | Minardi-Ford      | –                | –                 | 1:26,330                  | 241,863 km/h              | 1:26,516                  | 241,343 km/h              | 15    |
| 16   | Ivan Capelli       | Leyton House-Judd | –                | –                 | 1:26,712                  | 240,797 km/h              | 1:26,735                  | 240,733 km/h              | 16    |
| 17   | Stefano Modena     | Brabham-Judd      | –                | –                 | 1:26,950                  | 240,138 km/h              | 1:27,997                  | 237,281 km/h              | 17    |
| 18   | Aguri Suzuki       | Lola-Lamborghini  | –                | –                 | 1:27,074                  | 239,796 km/h              | 1:26,962                  | 240,105 km/h              | 18    |
| 19   | Emanuele Pirro     | Dallara-Ford      | –                | –                 | 1:27,790                  | 237,840 km/h              | 1:26,964                  | 240,099 km/h              | 19    |
| 20   | Philippe Alliot    | Ligier-Ford       | –                | –                 | 1:27,153                  | 239,579 km/h              | 1:27,043                  | 239,881 km/h              | 20    |
| 21   | Alex Caffi         | Arrows-Ford       | –                | –                 | 1:27,828                  | 237,737 km/h              | 1:27,410                  | 238,874 km/h              | 21    |
| 22   | Michele Alboreto   | Arrows-Ford       | –                | –                 | 1:27,784                  | 237,857 km/h              | 1:27,448                  | 238,770 km/h              | 22    |
| 23   | Olivier Grouillard | Osella-Ford       | 1:26,947         | 240,146 km/h      | 1:27,541                  | 238,517 km/h              | 1:28,228                  | 236,660 km/h              | 23    |
| 24   | Yannick Dalmas     | AGS-Ford          | 1:28,132         | 236,917 km/h      | 1:28,564                  | 235,762 km/h              | 1:27,673                  | 238,158 km/h              | 24    |
| 25   | Andrea de Cesaris  | Dallara-Ford      | –                | –                 | 1:27,772                  | 237,889 km/h              | 1:27,749                  | 237,951 km/h              | 25    |
| 26   | Nicola Larini      | Ligier-Ford       | –                | –                 | 1:28,626                  | 235,597 km/h              | 1:27,937                  | 237,443 km/h              | 26    |
| DNQ  | Gabriele Tarquini  | AGS-Ford          | 1:27,773         | 237,886 km/h      | 1:28,107                  | 236,985 km/h              | 1:28,256                  | 236,584 km/h              | –     |
| DNQ  | Paolo Barilla      | Minardi-Ford      | –                | –                 | 1:28,258                  | 236,579 km/h              | 1:28,521                  | 235,876 km/h              | –     |
| DNQ  | David Brabham      | Brabham-Judd      | –                | –                 | 1:28,382                  | 236,247 km/h              | 1:30,446                  | 230,856 km/h              | –     |
| DNQ  | Bertrand Gachot    | Coloni-Ford       | 1:27,594         | 238,372 km/h      | 1:28,952                  | 234,733 km/h              | 1:30,140                  | 231,640 km/h              | –     |
| DNPQ | Roberto Moreno     | EuroBrun-Judd     | 1:28,703         | 235,392 km/h      | –                         | –                         | –                         | –                         | –     |
| DNPQ | Claudio Langes     | EuroBrun-Judd     | 1:35,061         | 219,648 km/h      | –                         | –                         | –                         | –                         | –     |
| DNPQ | Bruno Giacomelli   | Life              | 1:55,244         | 181,181 km/h      | –                         | –                         | –                         | –                         | –     |

### Rennen
| Pos. | Fahrer             | Konstrukteur      | Runden | Stopps | Zeit        | Start | Schnellste Runde |
| ---- | ------------------ | ----------------- | ------ | ------ | ----------- | ----- | ---------------- |
| 01   | Ayrton Senna       | McLaren-Honda     | 53     | 0      | 1:17:57,878 | 01    | 1:26,254         |
| 02   | Alain Prost        | Ferrari           | 53     | 0      | + 6,054     | 02    | 1:26,376         |
| 03   | Gerhard Berger     | McLaren-Honda     | 53     | 0      | + 7,404     | 03    | 1:26,650         |
| 04   | Nigel Mansell      | Ferrari           | 53     | 0      | + 56,219    | 04    | 1:27,776         |
| 05   | Riccardo Patrese   | Williams-Renault  | 53     | 0      | + 1:25,274  | 07    | 1:28,608         |
| 06   | Satoru Nakajima    | Tyrrell-Ford      | 52     | 0      | + 1 Runde   | 14    | 1:28,777         |
| 07   | Nelson Piquet      | Benetton-Ford     | 52     | 1      | + 1 Runde   | 09    | 1:27,882         |
| 08   | Alessandro Nannini | Benetton-Ford     | 52     | 1      | + 1 Runde   | 08    | 1:28,483         |
| 09   | Alex Caffi         | Arrows-Ford       | 51     | 0      | + 2 Runden  | 21    | 1:29,820         |
| 10   | Andrea de Cesaris  | Dallara-Ford      | 51     | 0      | + 2 Runden  | 25    | 1:29,750         |
| 11   | Nicola Larini      | Ligier-Ford       | 51     | 0      | + 2 Runden  | 26    | 1:30,640         |
| 12   | Michele Alboreto   | Arrows-Ford       | 50     | 0      | DNF         | 22    | 1:30,348         |
| 13   | Philippe Alliot    | Ligier-Ford       | 50     | 0      | + 3 Runden  | 20    | 1:32,881         |
| –    | Yannick Dalmas     | AGS-Ford          | 45     | 1      | NC          | 24    | 1:29,868         |
| –    | Ivan Capelli       | Leyton House-Judd | 36     | 0      | DNF         | 16    | 1:29,112         |
| –    | Aguri Suzuki       | Lola-Lamborghini  | 36     | 0      | DNF         | 18    | 1:29,138         |
| –    | Olivier Grouillard | Osella-Ford       | 27     | 1      | DNF         | 23    | 1:31,523         |
| –    | Maurício Gugelmin  | Leyton House-Judd | 24     | 0      | DNF         | 10    | 1:29,268         |
| –    | Stefano Modena     | Brabham-Judd      | 21     | 0      | DNF         | 17    | 1:32,025         |
| –    | Thierry Boutsen    | Williams-Renault  | 18     | 0      | DNF         | 06    | 1:28,672         |
| –    | Derek Warwick      | Lotus-Lamborghini | 15     | 0      | DNF         | 12    | 1:30,521         |
| –    | Emanuele Pirro     | Dallara-Ford      | 14     | 0      | DNF         | 19    | 1:31,668         |
| –    | Martin Donnelly    | Lotus-Lamborghini | 13     | 0      | DNF         | 11    | 1:29,876         |
| –    | Éric Bernard       | Lola-Lamborghini  | 10     | 0      | DNF         | 13    | 1:29,949         |
| –    | Pierluigi Martini  | Minardi-Ford      | 7      | 0      | DNF         | 15    | 1:31,740         |
| –    | Jean Alesi         | Tyrrell-Ford      | 4      | 0      | DNF         | 05    | 1:29,286         |

## WM-Stände nach dem Rennen
Die ersten sechs des Rennens bekamen 9, 6, 4, 3, 2 bzw. 1 Punkt(e). In der Fahrerwertung wurden die besten elf Resultate, in der Konstrukteurswertung alle Resultate gewertet.

### Fahrerwertung
| Pos. | Fahrer             | Konstrukteur      | Punkte |
| ---- | ------------------ | ----------------- | ------ |
| 01   | Ayrton Senna       | McLaren-Honda     | 72     |
| 02   | Alain Prost        | Ferrari           | 56     |
| 03   | Gerhard Berger     | McLaren-Honda     | 37     |
| 04   | Thierry Boutsen    | Williams-Renault  | 27     |
| 05   | Nelson Piquet      | Benetton-Ford     | 24     |
| 06   | Riccardo Patrese   | Williams-Renault  | 17     |
| 07   | Alessandro Nannini | Benetton-Ford     | 16     |
| 08   | Nigel Mansell      | Ferrari           | 16     |
| 09   | Jean Alesi         | Tyrrell-Ford      | 13     |
| 10   | Ivan Capelli       | Leyton House-Judd | 6      |
| 11   | Éric Bernard       | Lola-Lamborghini  | 5      |
| 12   | Derek Warwick      | Lotus-Lamborghini | 3      |
| 13   | Alex Caffi         | Arrows-Ford       | 2      |
| 14   | Stefano Modena     | Brabham-Judd      | 2      |
| 15   | Satoru Nakajima    | Tyrrell-Ford      | 2      |
| 16   | Aguri Suzuki       | Lola-Lamborghini  | 1      |
| 17   | Maurício Gugelmin  | Leyton House-Judd | 1      |

| Pos. | Fahrer             | Konstrukteur             | Punkte |
| ---- | ------------------ | ------------------------ | ------ |
| 18   | Martin Donnelly    | Lotus-Lamborghini        | 0      |
| 19   | Pierluigi Martini  | Minardi-Ford             | 0      |
| 20   | Gregor Foitek      | Onyx-Ford / Brabham-Judd | 0      |
| 21   | Philippe Alliot    | Ligier-Ford              | 0      |
| 22   | Nicola Larini      | Ligier-Ford              | 0      |
| 23   | Michele Alboreto   | Arrows-Ford              | 0      |
| 24   | Emanuele Pirro     | Dallara-Ford             | 0      |
| 25   | Andrea de Cesaris  | Dallara-Ford             | 0      |
| 26   | Paolo Barilla      | Minardi-Ford             | 0      |
| 27   | JJ Lehto           | Onyx-Ford                | 0      |
| 28   | Bernd Schneider    | Arrows-Ford              | 0      |
| 29   | Roberto Moreno     | EuroBrun-Judd            | 0      |
| 30   | Olivier Grouillard | Osella-Ford              | 0      |
| 31   | Gabriele Tarquini  | AGS-Ford                 | 0      |
| 32   | Gianni Morbidelli  | Dallara-Ford             | 0      |
| 33   | David Brabham      | Brabham-Judd             | 0      |
| 34   | Yannick Dalmas     | AGS-Ford                 | 0      |

### Konstrukteurswertung
| Pos. | Konstrukteur      | Punkte |
| ---- | ----------------- | ------ |
| 01   | McLaren-Honda     | 109    |
| 02   | Ferrari           | 72     |
| 03   | Williams-Renault  | 44     |
| 04   | Benetton-Ford     | 40     |
| 05   | Tyrrell-Ford      | 15     |
| 06   | Leyton House-Judd | 7      |
| 07   | Lola-Lamborghini  | 6      |
| 08   | Lotus-Lamborghini | 3      |
| 09   | Arrows-Ford       | 2      |

| Pos. | Konstrukteur  | Punkte |
| ---- | ------------- | ------ |
| 10   | Brabham-Judd  | 2      |
| 11   | Minardi-Ford  | 0      |
| 12   | Onyx-Ford     | 0      |
| 13   | Ligier-Ford   | 0      |
| 14   | Dallara-Ford  | 0      |
| 15   | EuroBrun-Judd | 0      |
| 16   | Osella-Ford   | 0      |
| 17   | AGS-Ford      | 0      |